# Mã Tường Lân
Mã Tường Lân, tự Thụy Chinh, dân tộc Thổ Gia, người huyện Thạch Trụ, Trùng Khánh, là một tướng lĩnh nhà Minh.

## Cuộc đời
Cha là Thạch Trụ Tuyên phủ sứ Mã Thiên Thừa, mẹ là nữ danh tướng Tần Lương Ngọc.
Thời Thái Xương (28/8/1620 – 21/1/1621), ông theo mẹ đi chi viện Liêu Đông. Năm Thiên Khải nguyên niên (1621), Tần Lương Ngọc nhận tin cấp báo, thống lĩnh 3000 quân, cùng con trai ngày đêm lên đường đến Sơn Hải quan. Trong khi chiến đấu, Tường Lân bị trúng tên vào mắt, ông nhịn đau nhổ tên ra, thúc ngựa xông lên, tiếp tục chém giết. Sau trận đánh, trong quân gọi Tường Lân là "Triệu Tử Long", "Tiểu Mã Siêu", triều đình cho ông thụ chức Chỉ huy sứ.
Không lâu sau, Xa Sùng Minh tạo phản ở Tứ Xuyên, Tường Lân lại theo mẹ quay về tham gia dẹp loạn, có công hạ các thành Vĩnh Ninh, Lận Châu.
Năm Sùng Trinh thứ 3 (1630), quân Hậu Kim chiếm thành tây Vĩnh Bình, Tường Lân theo mẹ đến Bắc Kinh cần vương. Tường Lân cùng vợ là Trương Phượng Nghi đồn thú ở căn cứ Đại Lăng hà.
Năm thứ 6 (1633), Tần Lương Ngọc quay về Tứ Xuyên tiếp tục bình định tàn dư của Xa Sùng Minh, triều đình giữ Tường Lân ở lại kinh sư. Về sau hai vợ chồng chia nhau đuổi đánh nghĩa quân Vương Gia Dận, Vương Tự Dụng ở Sơn Tây, Hà Bắc. Phượng Nghi tử trận ở Hầu Gia Trang thuộc Tương Dương, Tường Lân cũng lui về phía nam.
Năm thứ 7 (1634), Trương Hiến Trung vào Xuyên, vây Thái Bình, Lương Ngọc đưa quân đến cứu, gặp lúc Tường Lân từ phía bắc quay về, trước sau giáp kích, đánh cho nghĩa quân đại bại.
Năm thứ 13 (1640), Tường Lân cùng mẹ đánh cho nghĩa quân của La Nhữ Tài đại bại ở Tiên Tự lĩnh, chém hơn 8000 thủ cấp, xác chết phơi đầy hang núi, bắt được lừa, ngựa không đếm xuể.

## Cái chết
Mã Tường Lân cố thủ Tương Dương chống nghĩa quân Đại Tây, thành vỡ, tuẫn nạn. Trước đó, ông gởi thư cho mẹ: "Con thề cùng Tương Dương tồn vong, nguyện làm Đại nhân vật chỉ nghĩ đến an nguy của mọi người!" Thư trả lời của Tần Lương Ngọc chỉ có 1 câu: "Tốt! Tốt! Tốt! Đúng là con ta!" (theo Đại Minh lánh loại sử).